# Thermus aquaticus

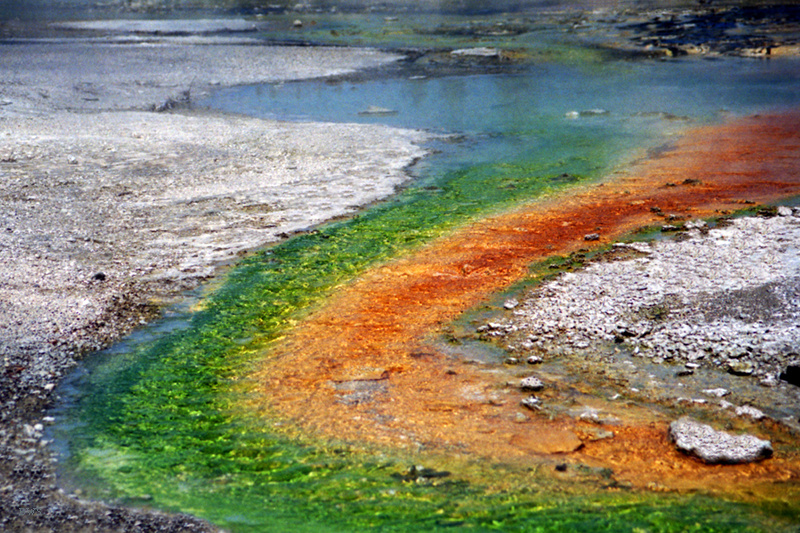
Eine heiße Quelle im Yellowstone-Nationalpark. Die orange Färbung kommt von Thermus aquaticus.

Thermus aquaticus ist eine Spezies (Art) thermophiler, d. h. wärmeliebender, gramnegativer Bakterien, die in heißen Quellen und Geysiren beispielsweise im Yellowstone-Nationalpark vorkommt.
Dort wurden die Spezies 1969 von Forschern der Indiana University in der heißen Quelle namens Mushroom Spring nahe dem Great-Fountain-Geysir entdeckt, dann auch in der nebenan gelegenen Octopus Spring.
Die Umgebungstemperatur in diesen Quellen liegt bei etwa 50 bis 80 °C. T. aquaticus ist auf Sauerstoff angewiesen (aerob), zur Ernährung werden Aminosäuren, Zucker, verschiedene organische Säuren oder Mischungen von anderen Stoffen genutzt. Das Bakterium ist also chemoorganotroph, es benötigt organische Stoffe zur Ernährung.
In der Zellwand von Thermus ist ein Peptidoglykan enthalten, in dem die Diaminopimelinsäure durch Ornithin ersetzt ist.

## Anwendungen
T. aquaticus wurde seit den 1980er Jahren durch Arbeiten von Kary Mullis wegen seiner thermostabilen DNA-Polymerase bekannt, die nach dem Namen der Bakterienspezies auch als Taq-Polymerase oder kurz Taq-Pol bezeichnet wird. Sie hat die Polymerase-Kettenreaktion (PCR) zur Vervielfältigung der DNA wesentlich vereinfacht. Dieses thermostabile Enzym übersteht den Denaturierungsschritt und die Polymerase muss nicht bei jedem Zyklus neu zugegeben werden.
Die aus Quellen im Yellowstone-Nationalpark isolierten Bakterien und Archaeen bergen ein riesiges finanzielles Potenzial für Pharmakonzerne. Der Schweizer Konzern Roche beispielsweise vertreibt die Taq-Polymerase und erzielt damit Einnahmen in Milliardenhöhe.
Der National Park Service schloss im August 1997 mit der US-Biotechfirma Diversa ein Abkommen, „in dem die Firma die geistigen Eigentumsrechte an den hitzestabilen Mikroorganismen erhielt, die in Geysiren und heißen Quellen des Parks leben. Dieses Abkommen geriet im März 1998 an das Licht der Öffentlichkeit, woraufhin mehrere NGOs gegen diesen Fall von Biopiraterie protestierten und rechtliche Schritte einleiteten. Im März 1999 wurde dieser Bioprospektionsvertrag schließlich durch ein US-Gericht annulliert.“
Nach einem Gerichtsurteil aus dem Jahre 2000 ist der National Park Service ermächtigt, künftig an Forschungsergebnissen, die im Yellowstone-Nationalpark erzielt wurden, finanziell teilzuhaben.